# Pracovní tábor Masanja
Pracovní tábor Masanjia je čínský převychovací tábor v okrese Yuhong, provincie Liaoning. Byl založen v roce 1956 a rozšířen v roce 1999, aby pojmul přívržence náboženského směru Fa-lun-kung. V táboře jsou prostřednictvím práce a mučení převychováváni hlavně přívrženci Fa-lun-kung a dále též přívrženci dalších zakázaných náboženských hnutí, a další odsouzení.